# Wimbledon Range
Wimbledon Range är ett berg i Kanada.   Det ligger i Regional District of Kitimat-Stikine och provinsen British Columbia, i den sydvästra delen av landet, 3 900 km väster om huvudstaden Ottawa. Toppen på Wimbledon Range är 796 meter över havet, eller 439 meter över den omgivande terrängen. Bredden vid basen är 8,1 km. Wimbledon Range ligger på ön Gribbell Island.
Terrängen runt Wimbledon Range är huvudsakligen kuperad, men österut är den bergig. Havet är nära Wimbledon Range söderut. Trakten runt Wimbledon Range är nära nog obefolkad, med mindre än två invånare per kvadratkilometer.. Det finns inga samhällen i närheten. 
I omgivningarna runt Wimbledon Range växer i huvudsak barrskog.